# Shōwa (Fukushima)
Shōwa (jap. 昭和村 Shōwa-mura) – wieś w Japonii, na wyspie Honsiu, w prefekturze Fukushima. Według danych na rok 2020 miejscowość zamieszkiwało 1 246 mieszkańców , a gęstość zaludnienia wyniosła 5,9 os./km².